# 소료
소요(蕭嶚, ? ~ 555년 이전)는 중국 남북조 시대 후량의 황족이다. 자는 도원(道遠), 선제의 맏아들이다. 어머니는 선정황후(宣靜皇后) 왕씨(王氏)이다.

## 생애
어려서부터 총명하고 영민했으며 성인의 도량을 갖췄다.
550년에 아버지인 악양왕 소찰이 서위로부터 양왕으로 봉해진 뒤 맏아들인 소요를 왕세자로 삼았다. 그러나 오래지 않아 병사했고, 555년에 소찰이 후량을 세우고 황제로 즉위한 뒤 소요는 선제로부터 황태자로 추봉됐으며, 시호는 효혜황태자(孝惠皇太子)로 추시됐다.